# Олівер Сакс
Олівер Вулф Сакс (англ. Oliver Wolf Sacks, 9 липня 1933, Лондон — 30 серпня 2015) — британський невролог, доктор медицини, професор неврології в Нью-Йоркському Університеті Медицини (англ. New York University School of Medicine). Відомий завдяки книгам, в яких він описує незвичайні випадки неврологічних хвороб у своїй практиці.

## Коротка біографія
Олівер Сакс народився 9 липня 1933 року в Лондоні (Англія) в єврейській родині лікарів та науковців: його мати була хірургом, а батько терапевтом. Олівер здобув ступінь доктора медицини в Оксфорді та проходив ординатуру в лікарні Гори Сіон (англ. Mt. Zion Hospital) у Сан-Франциско. З 1965 року жив у Нью-Йорку, де був професором кафедри неврології у Школі медицини Нью-Йорксьского університету, а також неврологом-консультантом Будинку опіки католицької спільноти Малих сестер убогих. На запрошення читав лекції у британському Ворикському університеті. З 2007 по 2012 рік Олівер Сакс був професором неврології та психіатрії Медичного Центру Колумбійського університету. Також був професором неврології Центру з вивчення епілепсії Нью-Йоркського Університету Медицини.
Олівер Сакс помер 30 серпня 2015 року у Нью-Йорку через рецидив меланоми і метастази в печінку.

## Особисте життя
Сакс ніколи не одружувався і більшу частину свого життя прожив сам. Він відмовлявся ділитися особистими подробицями до кінця життя. Вперше він згадав про свою гомосексуальність у своїй автобіографії 2015 року «У русі: життя». З сорока років він дотримувався целібату близько 35 років, а в 2008 році почав дружити з письменником і автором «Нью-Йорк таймс» Біллом Гейзом. Їхня дружба поступово переросла у віддане довгострокове партнерство, яке тривало до смерті Сакса.

## Книги
- Migraine (1970) London: Faber and Faber; Berkeley: University of California Press
- Awakenings (1973) London: Duckworth; New York: Doubleday
- A Leg to Stand On (1984) London: Duckworth; New York: Summit Books
- The Man who Mistook his Wife for A Hat (1985) London: Duckworth; New York: Summit Books
- Seeing Voices: A Journey into the World of the Deaf (1990) Berkeley: University of California Press; London: Picador
- An Anthropologist on Mars (1995) New York: Alfred A. Knopf; London: Picador
- The Island of the Colorblind (1996) New York: Alfred A. Knopf; London: Picador
- Uncle Tungsten: Memories of a Chemical Boyhood (2001) New York: Alfred A. Knopf; London: Picador
- Oaxaca Journal (2002) Washington DC: National Geographic Directions
- Musicophilia: Tales of Music and the Brain (2007) New York: Alfred A. Knopf; London: Picador
- The Mind's Eye (2010) New York: Alfred A. Knopf; London: Picado
- On the Move: A Life (2015) — «Стрімголов» у українському виданні
- Сакс, Олівер «Пробудження» / пер. з англ. Тетяна Кирлиця. — К.: Наш Формат, 2017. — 448 с. ISBN 978-617-7279-47-0.
- Сакс, Олівер «Чоловік, який сплутав дружину з капелюхом, та інші історії з лікарської практики» / пер. з англ. Олена Опанасенко. — К.: Наш Формат, 2017. — 288 с. ISBN 978-617-7279-48-7
- Сакс, Олівер «Стрімголов. Історія одного життя» / пер. з англ. Олена Ломакіна. — К.: Наш Формат, 2016. — 384 с. ISBN 978-617-7279-54-8